# Tariffe del gas
Le tariffe di distribuzione e misura del gas naturale sono regolate e controllate dall'ARERA, Autorità di Regolazione per Energia Reti e Ambiente, che dal 2018 ha sostituito l'Autorità per l'energia elettrica il gas ed il sistema idrico (AEEGSI) e sono dirette a remunerare gli operatori della distribuzione del gas per i servizi resi all'utente finale in ragione dei contratti di concessione locale di cui sono titolari.
Le componenti tariffarie di distribuzione e misura del gas sono esposte in forma sintetica nella bolletta del gas alla sezione denominata "spesa per il trasporto e la gestione del contatore", attraverso una tariffazione binomia risultante dalla combinazione di: 
- una quota fissa (espressa in euro all'anno)
- una quota energia (espressa in eurocent per Smc consumato), quest'ultima calcolata a partire da una tariffa unitaria (eurocent/Smc) differenziata per scaglioni di consumo

## Le tariffe obbligatorie
Le componenti tariffarie sottese alla tariffa binomia esposta nella bolletta del gas sono le cosiddette "tariffe obbligatorie" fissate annualmente dall'ARERA. Esse sono indipendenti dal distributore incaricato della gestione della singola utenza specifica e sono differenziate in sei ambiti tariffari definiti su base geografica:
- Ambito nord occidentale, comprendente le regioni Valle d'Aosta, Piemonte e Liguria;
- Ambito nord orientale, comprendente le regioni: Lombardia, Trentino-Alto Adige, Veneto, Friuli - Venezia Giulia, Emilia-Romagna;
- Ambito centrale, comprendente le regioni Toscana, Umbria e Marche;
- Ambito centro-sud orientale, comprendente le regioni Abruzzo, Molise, Puglia, Basilicata;
- Ambito centro-sud occidentale, comprendente le regioni Lazio e Campania;
- Ambito meridionale, comprendente le regioni Calabria, Sicilia e Sardegna.

Nel dettaglio, le componenti tariffarie obbligatorie sono:
- τ1 (cot) a copertura dei costi di commercializzazione (espresso in euro all'anno per utenza)
- τ1 (dis) a copertura dei costi di distribuzione, a sua volta differenziato in base alla classe del misuratore installato (G4-G6, G10-G40, oltre G40) (espresso in euro all'anno per utenza)
- τ1 (mis) a copertura dei costi di misura, a sua volta differenziato in base alla classe del misuratore installato (G4-G6, G10-G40, oltre G40) (espresso in euro all'anno per utenza)
- τ3 (dis) a copertura dei costi di distribuzione, a sua volta differenziato in base allo scaglione di consumo (espresso in eurocent per Smc consumato)

## Il Vincolo ai ricavi ammessi (VRT) del distributore
L'AEEGSI stabilisce che il totale dei ricavi annui spettante a ciascun'impresa distributrice di gas coincida con un ammontare già fissato in occasione dell’approvazione delle richieste tariffarie, denominato Vincolo dei Ricavi Totali (VRT) o Vincolo ai ricavi ammessi e costituito dalla remunerazione massima riconosciuta dall’AEEGSI a ciascun operatore a copertura dei propri costi. 
Per ciascuna impresa distributrice c, in ciascun anno t, l'AEEGSI determina un vincolo ai ricavi ammessi VRTt,c a copertura dei costi per l’erogazione del servizio di distribuzione e del servizio di misura. Il vincolo ai ricavi ammessi VRTt,c è composto da tre parti:
- vincolo ai ricavi ammessi a copertura del servizio di distribuzione VRDt, c ;
- vincolo ai ricavi ammessi a copertura dei costi del servizio di misura VRMt, c ;
- vincolo ai ricavi ammessi a copertura dei costi per la commercializzazione dei servizi di distribuzione e di misura VRCt, c .

Il VRDt, c,, il VRMt, c ed il VRCt, c sono determinati dall'AEEGSI per ciascuna impresa distributrice in funzione di vari parametri:
- la Regulatory Asset Base (RAB) relativa agli asset di proprietà dell'impresa
- la dimensione dell'impresa (numero di utenze servite) e la densità delle utenze servite dalla stessa (numero di utenze per km di rete)

Ai suddetti parametri si aggiungono poi alcune tariffe parametriche, uguali per tutte le imprese distributrici.
In conseguenza della predetta modalità di determinazione dei ricavi di competenza dei distributori, la loro ripartizione nell’arco dei mesi è definita in termini costanti e non è correlata alla stagionalità dei volumi erogati.

### La perequazione
Ogni differenza, positiva o negativa, tra il VRT e i ricavi effettivi risultanti dalla fatturazione delle tariffe obbligatorie è regolata attraverso un meccanismo di perequazione che prevede partite di credito o debito nei confronti della Cassa per i Servizi Energetici e Ambientali (CSEA).